# Parazacco spilurus
Parazacco spilurus és una espècie de peix cipriniforme de la família dels ciprínids.

## Morfologia
- Els mascles poden assolir 11 cm de longitud total.[2]

## Hàbitat
És un peix bentopelàgic i de clima subtropical.

## Distribució geogràfica
Es troba a Àsia.